# Lancre
Lancre es un país ficticio de Mundodisco, obra de Terry Pratchett. Es el lugar donde transcurren las novelas de las Brujas. Está basado, probablemente, en la Inglaterra shakesperiana, y más concretamente en el norte del país, Lanc(ashi)re. 
- Aunque en apariencia Lancre tiene unas dimensiones de 40 por 10 millas, esto es debido al alto nivel de magia que hay en el territorio, y que hace que dos objetos estén aparentemente adyacentes cuando en realidad les separan más de dos millas. Sin duda, su accidente geográfico más importante son las Montañas del Carnero.
- Tiene una población de aproximadamente 500 habitantes, aunque probablemente sean más ya que hay decenas de pueblos y aldeas repartidos por las montañas, y difícilmente accesibles para los exploradores y cartógrafos.
- Su lengua oficial es el Morporkiano, hablado en gran parte del Mundodisco.
- No hay una religión definida en Lancre, aunque sus habitantes tienen una estrecha relación con todo aquello que no pueden ver.
- Su fiesta más famosa, y que probablemente se célebre por todo el Mundodisco es La Vigilia de los Puercos.
- Lancre es una monarquía, gobernada por un rey y otro tipo de gente, como por ejemplo un bufón que no ha superado su timidez. Sin embargo, el poder de los monarcas no afecta en absoluto a las brujas del reino, que se toman la justicia por su mano y hacen lo que mejor (o peor, depende del punto de vista) les parece.

Las brujas más conocidas de Lancre son, en este orden, Yaya Ceravieja, Tata Ogg y Magrat Ajostiernos, que representan, respectivamente, a la Arpía, la Madre y la Doncella. Estas son las tres figuras de la Wicca tradicional. 
- Datos: Q3319549